# 兵庫県住宅供給公社
兵庫県住宅供給公社（ひょうごけんじゅうたくきょうきゅうこうしゃ）は、兵庫県にある地方住宅供給公社である。

## 概要
兵庫県のほか6市の出資により、昭和40年11月15日に設立された特別法人である。国及び兵庫県の住宅政策の一翼を担う公的機関として、居住環境の良好な住宅（積立分譲住宅、一般分譲住宅、賃貸住宅など）や宅地等を供給し、県民の住生活の向上を図る。

## 事業所
- 尼崎
- 西宮
- 芦屋
- 伊丹
- 宝塚川西
- 三田

## 主な宅地
一般向けの住宅とは入居資格に満たせば空き物件に先着順に入居が出来る物件である。

### 一般向けの住宅（神戸地区）
- アメニティコート住吉本町（特、高、一賃）
- アメニティコート岡本（一賃、高）
- 上湊川高層
- アメニティコート明舞
- 明舞北
- 神陵台特別
- 東垂水（1・2・3）
- 東垂水南（1・2・3・4）
- 上高丸
- 伊川谷（1・2・3）

### 一般向けの住宅（阪神地区）
- ルミエール武庫之荘
- プロスペール武庫之荘
- アメニティコート尼崎
- アメニティコート武庫之荘（高）

### 一般向けの住宅（西播磨地区）
公共住宅は入居申し込みを行った後抽選で当選した方が入居が出来る物件である。